# 董幼娴
董幼娴（1920年—2011年1月9日），四川宜宾人，中华人民共和国政治人物，中国民主建国会中央委员会原常务委员，第七、八届全国政协委员。

## 家庭
丈夫是中国经济学家汪熙。